# Chesham
Chesham är en stad och civil parish i grevskapet Buckinghamshire i England. Staden ligger i kommunen Buckinghamshire, cirka 18 kilometer sydost om Aylesbury och cirka 40 kilometer nordväst om centrala London. Strax söder om Chesham ligger staden Amersham. Tätortsdelen (built-up area sub division) Chesham hade 22 356 invånare vid folkräkningen år 2011. Chesham nämndes i Domedagsboken (Domesday Book) år 1086, och kallades då Cestreham.